# Fony
Fony är en ort (by) i provinsen Borsod-Abaúj-Zemplén i nordöstra Ungern. Orten har 329 invånare (2024), på en yta av 40,56 km². Den ligger cirka 48,5 kilometer nordost om Miskolc.